# Електротехничка школа „Никола Тесла” Ниш
Електротехничка школа „Никола Тесла“ Ниш је средња школа у којој се образују кадрови за електротехничка занимања. Налази се у Нишу, у улици Александра Медведева број 18, у градској општини Црвени Крст.

## Историја школе
Школа је основана 1969. године, издвајањем електротехничког одсека из јединствене Техничке школе која је имала пет различитих одсека: архитектонски, грађевински, машински, енергетски и телекомуникациони. Школа је у почетку радила у згради Техничке школе. Од 1972. године школа наставља рад у новој згради изграђеној од средстава самодоприноса. Школа постаје самостална образовно васпитна установа 1989. године.

## Образовни профили
Електротехничка школа „Никола Тесла“ остварује план и програм електротехничке струке за следеће образовне профиле у четворогодишњем трајању:
- Електротехничар рачунара,
- Електротехничар електронике,
- Електротехничар енергетике,
- Електротехничар за расхладне и термичке уређаје,
- Електротехничар аутоматике[а],
- Електротехничар процесног управљања[б].

Школске 2007/2008. године школа је добила нови огледни образовни профил у четворогодишњем трајању:
- Техничар за мехатронику.[1]

Школске 2012/2013. године школа је добила нови огледни образовни профил у четворогодишњем трајању:
- Електротехничар информационих технологија.[2]

## Образовни профили III и V степена
Школа је верификована и за образовне профиле III степена:
- Електромеханичар за машине и опрему,
- Електромонтер мрежа и постројења;

као и за образовне профиле V степена:
- Електроенергетичар за мреже и постројења,
- Електроенергетичар за електричне инсталације,
- Електротехничар специјалиста за програмску опрему,
- Електротехничар специјалиста за аутоматику,
- Електротехничар специјалиста за расхладне и термичке уређаје.[1]

## Просторије и опремљеност
Образовни и васпитни рад у школи се одвија у учионицама, кабинетима, лабораторијама и школским радионицама.
Школа располаже завидним бројем лабораторија за обављање практичне наставе:
- Лабораторија за електричне машине и мерења у енергетици,
- Лабораторија за металску праксу,
- Лабораторија за развојна постројења и електричне мреже,
- Лабораторија за електро праксу,
- Лабораторија за електричне инсталације,
- Лабораторија за рачунарство и програмирање,
- Лабораторија за електронику,
- Лабораторија за електрична мерења,
- Лабораторија за примену рачунара у електротехници,
- Лабораторија за расхладне и термичке уређаје,
- Лабораторија за рачунарство и информатику,
- Лабораторија за електронска мерења и дигиталну електронику,
- Лабораторија за аутоматику.

Школа има библиотеку са фондом књига који обухвата сву потребну литературу за ученике и професоре. Такође, школа има спортске терене за кошарку, одбојку, рукомет и мали фудбал, као и теретану и гимнастичку салу. Школа има јединствену рачунарску мрежу и део је академске рачунарске мреже, преко које има обезбеђен 24 - часовни Интернет.

## Занимљивости
- Министарство просвете, науке и технолошког развоја Републике Србије и Електротехничка школа „Никола Тесла“ из Ниша су организатори школског, регионалног и републичког такмичења основних школа из информационих технологија - Тесла Инфо Куп (ТиК). Ово такмичење први пут је одржано 2011. године као ревијално, а 2012. године је стекло републички ранг.[4][5]
- Ученици Електротехничке школе „Никола Тесла“ уређују електронски часопис Електрон.